# Armazenamento subterrâneo de hidrogênio
O armazenamento subterrâneo de hidrogênio é a prática de armazenar-se o hidrogênio em um reservatório subterrâneo, estes podendo ser naturais como as cavernas de sal.